# CANACANA family
CANACANA family（カナカナファミリー）は、音楽系YouTubeチャンネル。ピアニストで編曲・作曲を担当する姉であるCANACANAと、動画撮影・編集を担当するその弟がチャンネルを運営している。

## 概要
顔出しはなく、主にグランドピアノで様々な曲をカバーする動画を投稿しており、そのジャンルはクラシックやJ-POP、作業用BGM、ピアノレッスン動画など多岐にわたる。また、楽譜や書籍も出版している。
2021年には、株式会社BitStarが発表したYouTube Shortsの再生回数のランキングで上位10動画のうち1位～4位、そして6位、7位がランクインし、チャンネル総再生数ランキングでは15位となるなど話題になった。